# Museo civico archeologico Lavinium
Il Museo civico archeologico Lavinium di Pomezia è situato in località Pratica di Mare, nei pressi del borgo medievale dall'omonimo nome.

## Storia
Creato nel 2005 come mostra permanente dal titolo “Hic Domus Aeneae”, il museo raccoglie una parte dei numerosi reperti provenienti dagli scavi dell'antica città di Lavinium,  la cui esplorazione sistematica, avviata nel 1958 grazie all'operato del prof. Ferdinando Castagnoli e poi proseguita nei decenni successivi, ha permesso di ricostruire le vicende della città fondata da Enea e «madre di Roma», Civitas religiosa dei popoli latini.

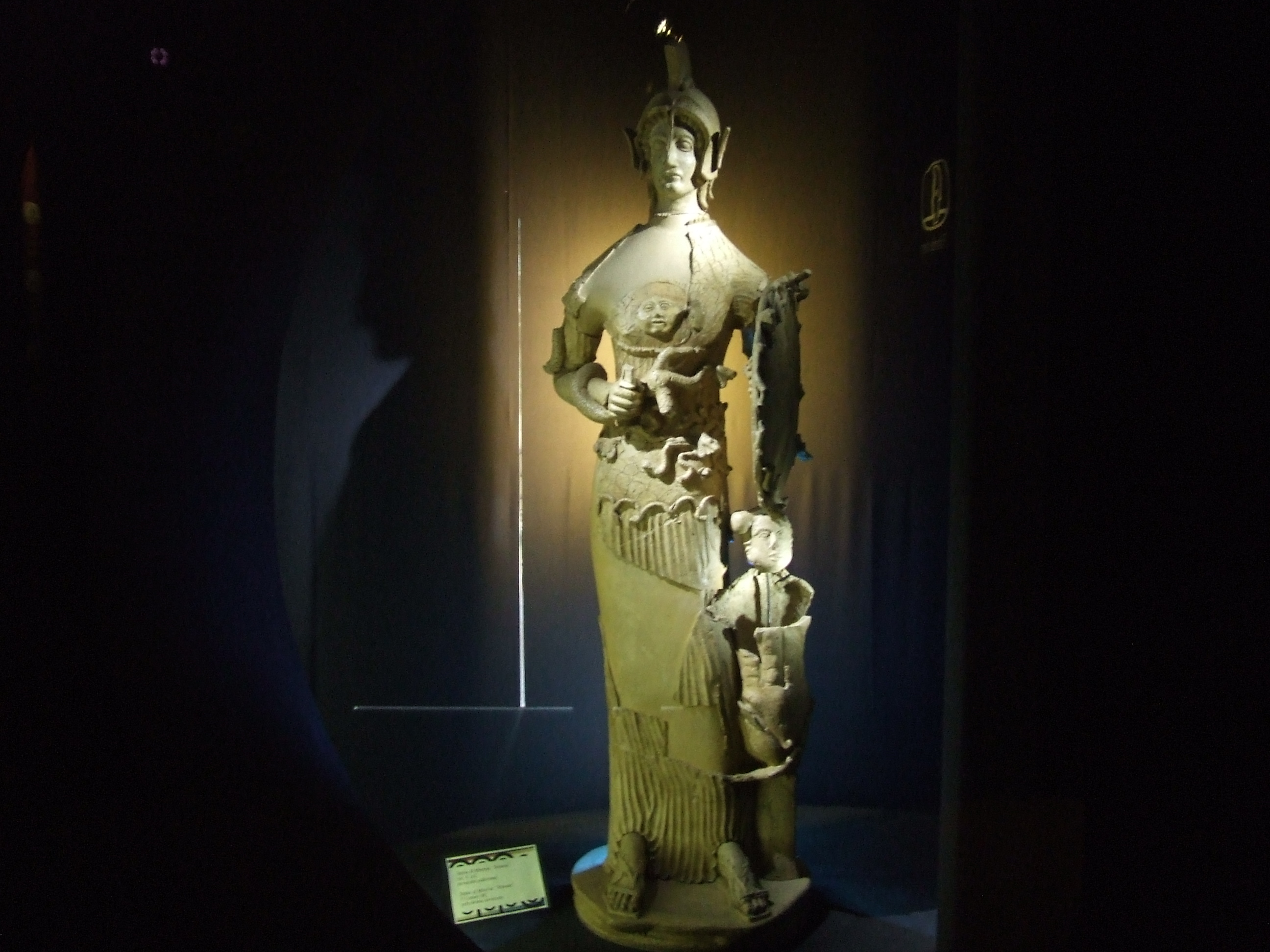
Statua di Minerva Tritonia. V sec. a.C. - Terracotta policroma.

## Il percorso museale
Il percorso museale, allestito con l'impiego di strumentazione multimediale, è suddiviso in 5 sale:
- Sala Tritonia Virgo;
- Sala Mundus Muliebris;
- Sala Hic Domus Aeneae;
- Sala Civitas Religiosa;
- Sala Aeneas Indiges.

### SalaTritonia Virgo
Il nome della sala è dato dalla statua di Minerva Tritonia posta all'ingresso del Museo.
Probabile statua di culto del Santuario di Minerva localizzato su un pianoro al limite orientale della città di Lavinium, la grande statua è una della poche raffigurazioni della dea accompagnata dal Tritone (da cui l'appellativo).

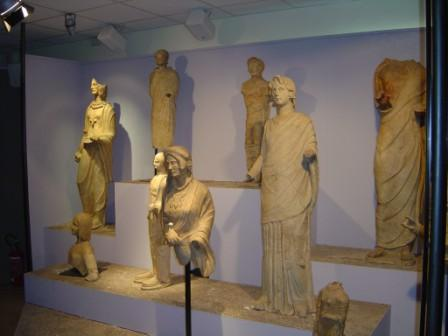
Ex voto dal Santuario di Minerva

Nello spazio dedicato al Santuario è esposto uno dei più interessanti contesti votivi dell'antico Lazio per la qualità e l'unicità dei reperti. Si tratta di statue in massima parte femminili, databili tra il V e il III secolo a.C., realizzate in terracotta con la tecnica a stampo (molte a grandezza naturale) e originariamente policrome.
Appartenenti a un gruppo di settanta – cento esemplari, rinvenute in un deposito votivo (la favissa riconducibile al III-II secolo a.C.), le statue sono per lo più raffigurazioni simboliche dell'offerente nell'atto di offrire alla divinità doni di vario genere (giochi dell'infanzia, colombe, melegrane, etc.), a testimonianza dell'importanza raggiunta a Lavinium dal culto di Minerva in special modo per quel particolare cerimoniale costituito dal rito di passaggio.

### SalaMundus Muliebris
Ancora dal deposito votivo del Santuario di Minerva provengono le teste e i busti, per lo più femminili, esposti nella sala Mundus Muliebris. La coroplastica lavinate dà qui prova dell'altissimo livello esecutivo raggiunto nella tecnica a stampo, attraverso la quale gli artigiani riproducevano modelli artistici circolanti in Etruria, Magna Grecia e in area falisca tra il IV e il III secolo a.C.
Caratteristici in questi manufatti sono le pettinature (in particolare quelle riconducibili alle “nubendae”, fanciulle in procinto di sposarsi) e i gioielli, riproduzioni di esemplari veri ricavati da calchi e applicati successivamente agli ex voto.
Dalla necropoli meridionale della città provengono inoltre i corredi funebri femminili di VIII-VII secolo a.C., costituiti da monili (collane d'ambra a pasta vitrea, amuleti, fermatrecce, parure da toletta, fibule bronzee ad arco a dischi d'ambra, pendenti, bullae e catenelle) e da strumenti di lavoro legati alle attività di filatura e tessitura (fuso, fusaiole e rocchetti).

### SalaHic Domus Aeneae
Seguendo le tracce del poema di Virgilio, questa sala tratta in maniera innovativa il tema del viaggio di Enea: lo sfondo blu delle pareti, la scenografia che ripropone lo scafo di una nave, la vela quadrata su cui sono proiettati i filmati, hanno lo scopo di "avvolgere" il visitatore nell'atmosfera di un viaggio per mare. 
Infatti si prosegue con un video che rievoca in maniera vivida le tappe del viaggio dell'eroe troiano dalle coste dell'Asia Minore a quelle del Lazio, combinando filmati cinematografici e ricostruzioni grafiche. Un momento fondamentale per comprendere la navigazione in età così antica è costituito dalla ricostruzione tridimensionale di una nave della fine dell'età del Bronzo, epoca in cui i Micenei solcavano il Mediterraneo seguendo rotte commerciali a lungo raggio. 
In posizione centrale è esposto un modello in scala, di legno, di questo tipo di imbarcazione, ricostruito grazie agli studi sulle fonti letterarie antiche e su alcuni relitti del XIV e del XIII secolo a.C.

### SalaCivitas Religiosa
L'importanza che la città di Lavinium assunse grazie ai suoi culti è confermata dal santuario meridionale, detto anche delle "Tredici Are" dal numero degli altari rinvenuti. Individuato e scavato grazie ad accurate indagini archeologiche, il santuario ha restituito una straordinaria serie di oggetti votivi tra cui si annoverano ceramica d'importazione greca, bronzetti votivi, una lamina bronzea con dedica ai Dioscuri in latino arcaico, statue ed ex-voto in terracotta.
Per adattare alla realtà del Museo le caratteristiche di un sito così importante sono state adottate delle soluzioni particolari che permettessero di ricreare un contesto sacrale: partendo dal tema delle libagioni, per cui venivano utilizzati i vasi per il vino (come il cratere e le coppe provenienti dalla Grecia) nei banchetti e nei rituali sacri, si prosegue con uno spazio dedicato alla struttura del santuario ed alla ricostruzione grafica delle varie fasi architettoniche.
Un'originale esposizione degli ex voto anatomici, che testimonia l'importanza del rituale della guarigione, precede l'installazione scenografica e sonora del teatro ottico, attraverso cui prende vita un antico sacerdote che illustra il culto ed i riti praticati nel santuario.
L'importanza dello spazio del sacro non riguarda solo i vivi, ma si riflette anche nel momento del trapasso: il costume funerario di epoca protostorica è esemplificato dalla ricostruzione di due sepolture: la tomba 21, una tomba ad incinerazione datata al X secolo a.C., e la tomba 33 ad inumazione.

### SalaAeneas Indiges
Nella sala è esposto il ricco corredo del monumento funebre noto come “Heroon di Enea”. Il sepolcro, datato al VII secolo a.C., era costituito da un cassone contenente il defunto e i suoi oggetti personali, all'esterno del quale erano deposti gli altri elementi del corredo costituito da vasi, oggetti metallici e un carro, il tutto ricoperto da un tumulo circondato da alberi. La tomba, riconosciuta dai latini quale sepolcro di Enea, subì nel VI secolo a.C. un'ispezione con l'aggiunta al corredo, per espiazione, di un'anfora vinaria etrusca e di una oinochoe in bucchero pesante. Proprio in questa circostanza avvenne la riconsacrazione della tomba al mitico progenitore Indiges Numicus, e poi ad Enea. Nel corso del IV secolo a.C. il tumulo subì un intervento di monumentalizzazione con la costruzione di una cella inaccessibile, chiusa da due porte in tufo (conservate al Museo), davanti alla quale si apriva uno spazio scoperto destinato alle offerte.